# إيفري وير (لعبة فيديو)
إيفري وير (بالإنجليزية: Everywhere)‏ هي لعبة فيديو عالم مفتوح يتم تطويرها بواسطة بيلد أ روكيت بوي جيمز.

## طريقة اللعب
سيتم تقديم قصص متعددة بحيث يمكن لكل لاعب أن يكيف القصة لإرادته. تم وضع اللعبة في بيئة عالم مفتوح، وسيضم تعدد اللاعبين التعاوني السلس.

## التطوير
تم تصميم اللعبة في عام 2016، وتم البدء في التطوير في أمازون لومبيرارد مع فريق من ثلاثة موظفين سابقين في روكستار نورث – ليزلي بنزيس وماثيو سميث وكولين إنتويستل – بلغ عددهم حوالي ثلاثين موظفًا بحلول يناير 2017. بيلد أ روكيت بوي جيمز، سابقًا رويال سيركس جيمز ( أعيدت تسميته في أكتوبر 2018)، تعمل على تطوير إيفري وير من استوديوهات مقرها في إدنبرة وبودابست ولوس أنجلوس، بهدف تقديم تجربة أقل تقييدًا من تلك الموجودة في الألعاب الأخرى. تستمد اللعبة معظم تأثيرها من الحياة الواقعية، وفقًا لبنزيس. عمل الموظفون من المنزل خلال جائحة فيروس كورونا.
في نوفمبر 2020، أعلن الاستوديو أنه نقل التطوير إلى أنريل إنجن.

## الملاحظات
1. ↑  فرضت شركة تيك-تو إنترأكتيف تحذيرًا قانونيًا ضد شركة رويال سيركس جيمز، مشيرةً إلى تشابه اختصاراتها (RCG) مع شركة روكستار جيمز (RSG) التابعة لشركة تيك-تو باعتبارها انتهاكًا للملكية الفكرية، كما شجبت توظيفهم لموظفي روكستار نورث باعتباره تكتيك خادع لهم.[3]

## وصلات خارجية
- الموقع الرسمي